# Flexionsmorphem
Das Flexionsmorphem (auch: Flexionselement, Flexiv) ist ein gebundenes grammatisches Morphem, das der Flexion von Wörtern dient und zu unterschiedlichen Wortformen führt.
Je nach Flexion kann man Deklinations-, Konjugations-, Komparationsmorpheme unterscheiden.
Als grammatisches Morphem unterscheidet sich ein Flexionsmorphem von einem lexikalischen Morphem. Flexionsmorpheme beeinflussen nicht die semantische, sondern nur die syntaktische Bedeutung der mit ihnen gebildeten Wörter. Im Gegensatz zu den lexikalischen Morphemen bilden die Flexionsmorpheme „begrenzte paradigmatische Klassen“.
Die Flexionsmorpheme sind von den Wortbildungsmorphemen zu unterscheiden, die ebenfalls zu den grammatischen Morphemen gezählt werden.
Im Deutschen sind die Flexionsmorpheme gebundene Morpheme, d. h. Morpheme, die nicht alleine ein Wort bilden können (nicht wortfähig sind).
- Beispiel: Das Morphem {-er} kann ein Flexionsmorphem für den Plural (z. B.: Kind – Kind-er) oder für eine Steigerung (z. B.: schnell – schnell-er) sein.